# 耶奥格·布吕斯塔
耶奥格·布吕斯塔（挪威語：Georg Brustad，1892年11月23日—1932年3月17日），挪威男子竞技体操及职业拳击运动员。他曾代表挪威获得1912年夏季奥运会体操比赛男子团体瑞典式铜牌。